# Claudia Müller-Ebeling
Claudia Müller-Ebeling (nacida en 1956) es una antropóloga e historiadora del arte alemana. Es coautora con su marido Christian Rätsch (y en asociación con otros) de varias obras sobre farmacopea chamánica, etnofarmacéuticos y etnoalucinógenos. Müller-Ebeling reside en Hamburgo, Alemania.

## Biografía
Müller-Ebeling estudió historia del arte, etnología, indología y estudios literarios en Friburgo, Hamburgo, París y Florencia. Se doctoró en 1995 en la Universidad de Stuttgart sobre el tema La tentación de San Antonio de Odilon Redon.

## Obras destacadas
Dentro de sus libros publicados destacan:
- 1998. Hexenmedizin: die Wiederentdeckung einer verbotenen Heilkunst - schamanische Traditionen in Europa (AT Verlahg), en colaboración con Christian Rätsch y Wolf-Dieter Storl.
- 2002. Shamanism and tantra in the Himalayas (Inner Traditions), en colaboración con Christian Rätsch y Surendra Bahadur Shahi.